# Gundebaldo
Gundebaldo (c.452-516) foi rei dos Burgúndios entre 473 e 516, ano de sua morte. Sucedeu seu pai Gondioco. Antes de ser rei foi Patrício do Império Romano do Ocidente em 472-473, sucedendo seu tio Ricímero.

## Biografia
Gundebaldo recebeu o título de Patrício quando seu tio Flávio Ricímero, que recebeu o trono do Império Romano do Ocidente morreu em 18 de agosto de 472. De acordo com João de Antioquia, Gundebaldo executou o imperador deposto Antêmio graças a uma ordem de seu tio.

## Reinado
Os eventos das primeiras décadas do reinado de Gundebaldo não são bem conhecidos. Nossa única fonte é Gregório de Tours, que escreveu quase um século depois. De acordo com Gregório, Gundebaldo quis sobrepujar seus irmãos, sendo Gundomário o primeiro a ser morto.
O próximo a ser assassinado foi Quilperico. De acordo com Gregório, Gundebaldo teve sua esposa afogada e Quilperico teve as duas filhas exiladas. A filha mais velha Chroma tornou-se freira. A outra Clotilde foi vista por enviados de Clóvis I, Rei dos Francos, que contaram a seu mestre de sua beleza e inteligência. Clóvis pediu a mão de Clotilde a Gundebaldo em casamento. Gundebaldo ficou com medo de lhe negar o pedido.
Em 494/496 o bispo Epifânio de Pavia visitou a Borgonha, possivelmente devido ao casamento do filho de Gundebaldo, Sigismundo com a filha de Teodorico. Nesta visita, Magno Félix Enódio descreve Godegisel como germanus regis, o irmão do rei e não o rei - contradição com Gregório de Tours.
Gregório de Tours fala sobre a batalha com seu terceiro irmão, Godegisel, tendo sido bastante longa. Como nao conseguiam vencer, ambos entraram em contato com Clóvis a fim de persuadi-lo a juntarem forças. Clóvis ficou do lado de Godegisel, que ofereceu-lhe tributos; Wood observa que a esposa de Clóvis, Clotilde, cujo pai foi morto por Gundebaldo, "não encorajava manter relações entre Francos e o povo da Borgonha". Juntos, eles esmagaram as forças de Gundebaldo. Gundebaldo fugiu, mas o Rei Clóvis o perseguiu até Avinhão. Gundebaldo temeu o pior com o exército de Clóvis nas portas da cidade. O escritor Mário de Avenches data este conflito em 500.
Gundebaldo, mais tarde, quebrou a promessa do tributo assim que conquistou mais poder e subjugou Godegisel, deixando-o trancafiado na cidade de Viena. Como a fome assolou Viena, Godegisel expulsou o povo da cidade por medo. Um artesão que foi expulso, em busca de vingança contra Godegisel, foi falar com Gundebaldo, e com a ajuda dele navegou por um aqueduto e adentrou na cidade. Gundebaldo assassinou Godegisel em 501 em uma Igreja Ariana, junto com o bispo.
Após a morte do Rei Clóvis dos Francos em 511, o povo da Borgonha tornou-se muito importante na Gália. Foram favorecidos pela corte de Constantinopla, que a presenteou com um título de mestre dos soldados (magister militum). Gundebaldo morreu em paz, sucedido por seu filho Sigismundo da Borgonha em 516. Também teve outro filho: Gundemaro III, que sucederia o irmão após sua morte em 524.